# Національна суперліга Кенії
Національна суперліга Кенії (англ. Kenyan National Super League) — змагання з футболу з-поміж клубів Кенії, в ході якого визначається чемпіон країни. У системі футбольних ліг Кенії займає 2-й щабель, між Прем'єр-лігою та Дивізіоном 1. Частина команд мають професіональний статус, решта — напівпрофесіональний.
Ліга була створена відповідно до запровадження нової 6-рівневої системи Федерацією футболу Кенії, яка набула чинності на початку сезону 2014 року.

## Формат та регламент
У Національній суперлізі Кенії виступає 20 клубів. Протягом сезону кожен клуб двічі грає зі своїм суперником (подвійна кругова система): одного разу на домашньому стадіоні та один раз на стадіоні суперника, загалом 38 матчів. Команди отримують три очки за перемогу, 1 очко — за нічию та 0 очок — за поразку. Підсумкові місця в турнірній таблиці визначаються за кількістю набраних очок, різницею забитих та пропущених м'ячів, найбільшою кількістю забитих м'ячів. По завершенні кожного сезону команда, яка набрала найбільшу кількість очок визнається чемпіоном країни. Якщо дві або більше команд набрали рівну кількість очок, чемпіона визначають за найкращою різницею забитих та пропущених м'ячів, а за потреби — за найбільшою кількістю забитих м'ячів. Якщо й ці показники рівні, призначається додатковий матч на нейтральному полі. Дві найсильніші команди Суперліги напряму виходять до Прем'єр-ліги, а бронзовий призер змагання грає матч плей-оф за право виходу до еліти кенійського футболу з 16-ю командою Прем'єр-ліги. За аналогічним принципом дві найгірші команди Суперліги вибувають у Дивізіон 1, а дві найкращі команди (по одній від кожної з регіональних зон) займають місця вибулих команд.

### Команди-учасниці
| Команда               | Зона | Місце розташування | Стадіон                 | Місткість |
| --------------------- | ---- | ------------------ | ----------------------- | --------- |
| Адміністрейшн Поліс   | А    | Найробі            | АПТК Граунд             | Невідомо  |
| Агрокемікал           | Б    | Мугороні           | Мугороні Стедіум        | 20 000    |
| Бідко Юнайтед         | А    | Тхіка              | Дель-Монтре Граундс     | Невідомо  |
| Бусіа Юнайтед Старз   | Б    | Бусіа              | Бусіа Стедіум           | Невідомо  |
| «Таланта»             | А    | Найробі            | Руарака Стедіум         | 5000      |
| Файнліс Гортікалчр    | Б    | Найваша            | Кінгфішер Граундс       | Невідомо  |
| ГФЕ 105               | Б    | Ельдорет           | Дисциплешип Граундс     | Невідомо  |
| Какамега Гоумбойз     | Б    | Какамега           | Бухунгу Стедіум         | 5000      |
| Каріобангі Шаркс      | А    | Найробі            | Найробі Сіті Стедіум    | 15 000    |
| Вегпро                | Б    | Найваша            | Найваша стедіум         | 5000      |
| Ліджи Ндого           | А    | Найробі            | Ліджи Ндого Граундс     | 2000      |
| Манакама              | А    | Найробі            | Міський стадіон Найробі | 15 000    |
| Модерн Кост Рейнджерс | А    | Момбаса            | Ріфінері Граундс        | Невідомо  |
| МОЙАС                 | А    | Найробі            | Лангата Прайзон Граунд  | Невідомо  |
| Найробі Стіма         | А    | Найробі            | Міський стадіон Найробі | 15 000    |
| Накуматт              | А    | Найробі            | Руарака стедіум         | 5000      |
| Нзоя Шугер            | Б    | Бунгома            | Кандуї стедіум          | Невідомо  |
| Осеріан               | А    | Найваша            | Найваша стедіум         | 5000      |
| «Поста Рейнджерс»     | А    | Найробі            | Гоуп Центр              | 5000      |
| «Рифт Веллі Юнайтед»  | Б    | Ельдорет           | Невідомий стадіон       | Невідомо  |
| «Шабана»              | Б    | Кісії              | Кісії стедіум           | 5000      |
| Сент-Джозеф           | Б    | Накуру             | Невідомий стадіон       | Невідомо  |
| Вест Кенія Шугер      | Б    | Какамега           | Бакунгу стедіум         | 5000      |
| Зу Керічо             | B    | Керичо             | Грін стедіум            | 5000      |